# Augustinus Tumaole Bane
Augustinus Tumaole Bane OMI (* 14. August 1947 in Motsistseng, Mokhotlong) ist ein lesothischer römisch-katholischer Ordensgeistlicher und emeritierter Bischof von Leribe.

## Leben
Augustinus Tumaole Bane trat der Ordensgemeinschaft der Oblaten (OMI) bei, legte die Profess am 6. Januar 1971 ab und empfing am 23. Januar 1977 die Priesterweihe.
Papst Benedikt XVI. ernannte ihn am 30. Juni 2009 zum Bischof von Leribe. Die Bischofsweihe spendete ihm der Altbischof von Leribe, Paul Khoarai, am 12. September desselben Jahres; Mitkonsekratoren waren Evaristus Thatho Bitsoane, Bischof von Qacha’s Nek, und Bernard Mohlalisi OMI, Alterzbischof von Maseru.
Am 28. Februar 2025 nahm Papst Franziskus das altersbedingte Rücktrittsgesuch von Augustinus Tumaole Bane an.